# Ulica Śląska w Siemianowicach Śląskich
Ulica Śląska w Siemianowicach Śląskich – ulica o długości około 1540 metrów, położona w Siemianowicach Śląskich, w dzielnicy Centrum. Stanowi ona wraz z ulicą Powstańców ciąg głównych ulic handlowych w mieście, z licznymi przedsiębiorstwami różnych branż. Ulicą kursują także autobusy ZTM-u. 
Istnienie części odcinka obecnej ulicy Śląskiej jako jednej z ulic dawnej wsi Siemianowice sięga czasów średniowiecznych, natomiast ulica w obecnym kształcie zaczęła się intensywnie kształtować od połowy XIX wieku wraz z rozbudową obszaru pomiędzy Siemianowicami a kolonią Wandy. Przy niej powstały pierwsze najważniejsze siemianowickie instytucje, w tym kościół ewangelicki, szpital i placówka poczty, a także liczne kamienice mieszczańskie, spośród których znaczna większość przetrwałych do dziś jest wpisana do gminnej ewidencji zabytków, a gmach dawnego szpitala Spółki Brackiej oraz kościół ewangelicki wpisane są do rejestru zabytków.

## Przebieg

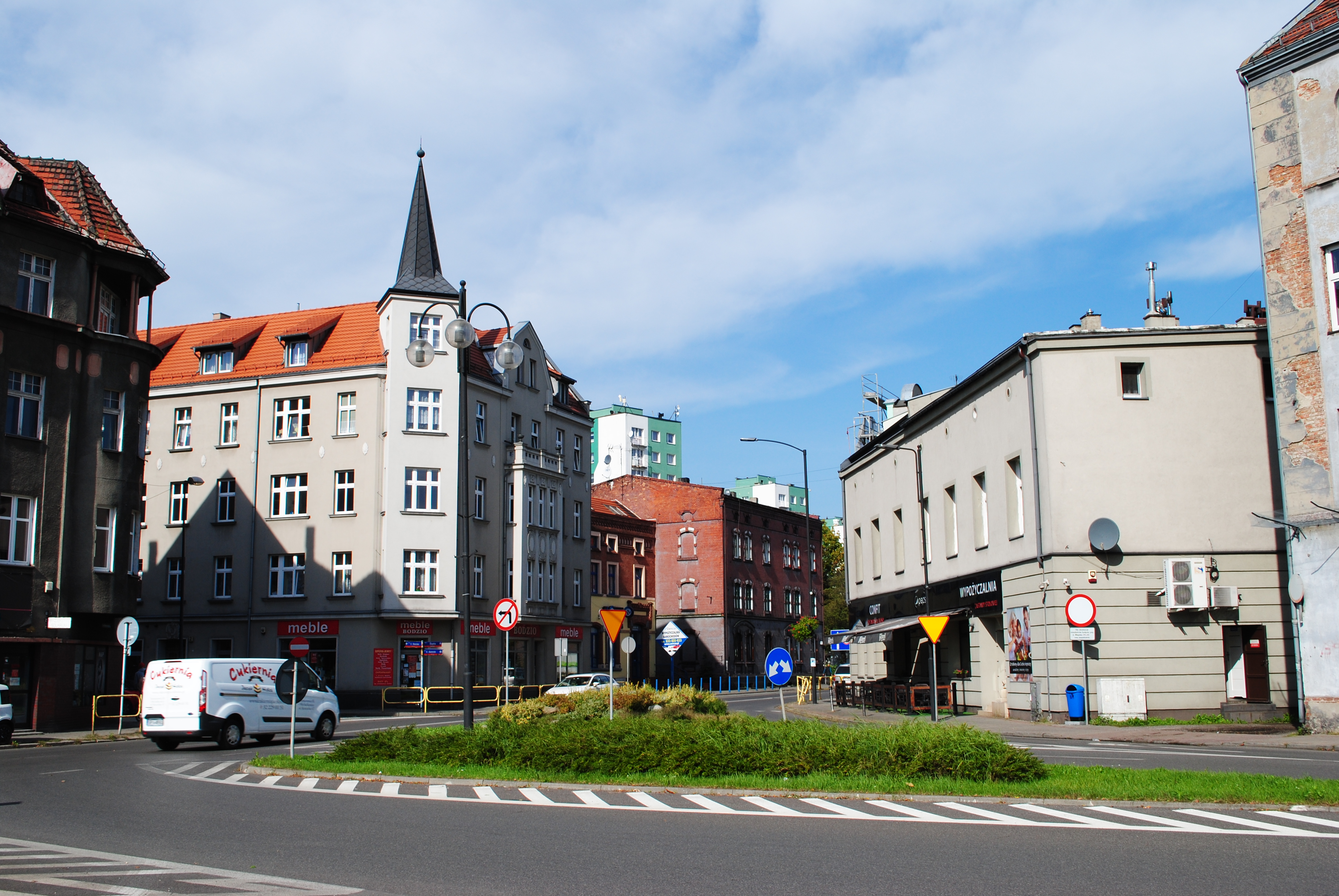
Fragment ulicy Śląskiej przy skrzyżowaniu z ulicą S. Staszica

Ulica Śląska położona jest w całości na terenie Siemianowickiej dzielnicy Centrum. Numeracja budynków zaczyna się od strony południowo-wschodniej – adresy parzyste po południowej stronie ulicy, zaś nieparzyste są naprzeciwko. W tym miejscu ulica Śląska krzyżuje się na rondzie Maciej z ulicami: 1 Maja (ulica ta biegnie w kierunku północnym), Powstańców (w kierunku południowo-wschodnim; w dalszym ciągu kieruje się w stronę Katowic przez Srokowiec) i Fitznerów (kieruje się w stronę południowo-zachodnią, w kierunku terenów dawnej huty Jedność). Ulica Śląska biegnie prostolinijnie w kierunku północno-zachodnim, do skrzyżowania z ulicą S. Staszica, po czym zmienia swój kierunek bardziej na północ. Do tego miejsca ulica Śląska od północy krzyżuje się kolejno z następującymi ulicami: św. Barbary, Z. Krasińskiego i placem Wolności, zaś od strony południowej z ulicą J. Śniadeckiego.
Ulica Śląska do końca od skrzyżowania z ulicą S. Staszica biegnie z niewielkimi odchyleniami w kierunku północnym. W pobliżu pałacu Donnersmarcka znajduje się rondo Michał, przy którym ulica Śląska krzyżuje się z ulicami: Michałkowicką (droga ta w kierunku północno-zachodnim biegnie do Michałkowic) i Parkową (w kierunku południowo-wschodnim). Do tego miejsca ulica Śląska krzyżuje się z ulicą K. Damrota po lewej stronie i obustronnie z ulicą Jana Pawła II – na wysokości tego skrzyżowania znajduje się jedyna w ciągu ulicy Śląskiej sygnalizacja świetlna. Za rondem Michał ulica Śląska krzyżuje się po lewej stronie z ulicą Spokojną, zaś po prawej stronie z ulicami: Ogrodową i Dworską. Ulica Śląska kończy swój bieg na granicy dzielnic Centrum i Bańgów, na wysokości południowego brzegu pobliskiego stawu Rzęsa. W dalszym ciągu droga kontynuuje swój bieg jako ulica Zwycięstwa, która na końcu łączy się w Starym Bańgowie z drogą krajową nr 94 (ulice: Wrocławska i H. Krupanka). Łączna długość ulicy Śląskiej wynosi około 1540 metrów.

## Charakterystyka
Ulica Śląska jest drogą powiatową i w systemie TERYT widnieje ona pod numerem 22308. Kod pocztowy na adresów przy ulicy to 41-100.
W 2013 roku na ulicy Śląskiej doszło łącznie do 37 kolizji drogowych. W 2014 roku przy ulicy Śląskiej mieszkało 1541 osób. Wierni rzymskokatoliccy mieszkający przy ulicy Śląskiej 1-51 przynależą do parafii Krzyża Świętego, natomiast wierni z ulicy Śląskiej 63-83 i 64-84 do parafii Zmartwychwstania Pańskiego.
Wzdłuż ulicy Śląskiej kursują autobusy organizowane na zlecenie Zarządu Transportu Metropolitalnego (ZTM). W ciągu ulicy zlokalizowane są trzy przystanki: Siemianowice Rynek, Siemianowice Plac Wolności (wyposażony w automaty ŚKUP) i Siemianowice Urząd Skarbowy [nż]. Przy przystanku Siemianowice Plac Wolności zatrzymywały się w połowie listopada 2021 roku 10 linii w kierunku południowym i 11 linii w kierunku północnym (w tym jedna nocna). Łączą one bezpośrednio tę część miasta z innymi dzielnicami oraz niektórymi miejscowościami Górnośląsko-Zagłębiowskiej Metropolii, w tym z: Będzinem, Bytomiem, Chorzowem, Dąbrową Górniczą, Katowicami, Piekarami Śląskimi, Sosnowcem, Świętochłowicami i Tarnowskimi Górami.
Na skrzyżowaniu ulic Jana Pawła II i Śląskiej znajduje się stacja rowerów miejskich systemu Siemianowickiego Roweru Miejskiego Nr 6003 Centrum I.

## Nazwa
Nazwa obecnej ulicy Śląskiej uległa kilkukrotnej przemianie. W 1895 roku nadano nazwy istniejącym wówczas ulicom na terenie Siemianowic. Swoją nazwę zyskały wówczas ulice wchodzące w skład dzisiejszej ulicy Śląskiej, tj. ulica Bytomska (Beuthenerstrasse) i ulica Wiejska (Dorfstrasse). Obecna ulica Śląska zaznaczona jest na mapach wydanych pod koniec XIX wieku. Wówczas to odcinek od skrzyżowania z dzisiejszymi ulicami: 1 Maja, Powstańców i Fitznerów do skrzyżowania z dzisiejszą ulicą S. Staszica nosił nazwę Beuthenerstrasse, natomiast odcinek w kierunku siemianowickiego pałacu Dorfstrasse.
W latach międzywojennych obecna ulica Śląska nosiła nazwę: ulica Bytomska, a na planie miasta z około 1930 roku dawna ulica Wiejska nosiła również nazwę ulica Bytomska. Podczas II wojny światowej, w czasie niemieckiej okupacji ówczesna ulica Bytomska nosiła imię Adolfa Hitlera. Zaraz po II wojnie światowej ulica wróciła do swojej przedwojennej nazwy, tj. ulica Bytomska, lecz jeszcze w czasach stalinowskich przemianowano ją na ulicę Karola Świerczewskiego.
W styczniu 2014 roku grupa osób na Facebooku zainicjowała akcję zmiany nazwy ulicy K. Świerczewskiego pod nazwą „Nie mój bohater”, wskazując konieczność dekomunizacji przestrzeni publicznej Siemianowic Śląskich, a gen. Karol Świerczewski nie był według inicjatorów osobą godną by być patronem głównej ulicy Siemianowic Śląskich.
W dniu 1 kwietnia 2016 roku uchwalono tzw. ustawę dekomunizacyjną. Ustawa za zaczęła obowiązywać od 2 września 2016 roku, a w związku z nią działający przy Prezydencie Miasta zespół do spraw nazewnictwa obiektów miejskich wytypował łącznie 17 ulic do przemianowania, w tym ulicę K. Świerczewskiego. Nowe nazwy poddano konsultacjom z mieszkańcami, po czym Rada Miasta Siemianowice Śląskie w uchwale z 24 listopada 2016 roku przemianowała ulicę Karola Świerczewskiego na obecną nazwę – ulica Śląska.

## Historia

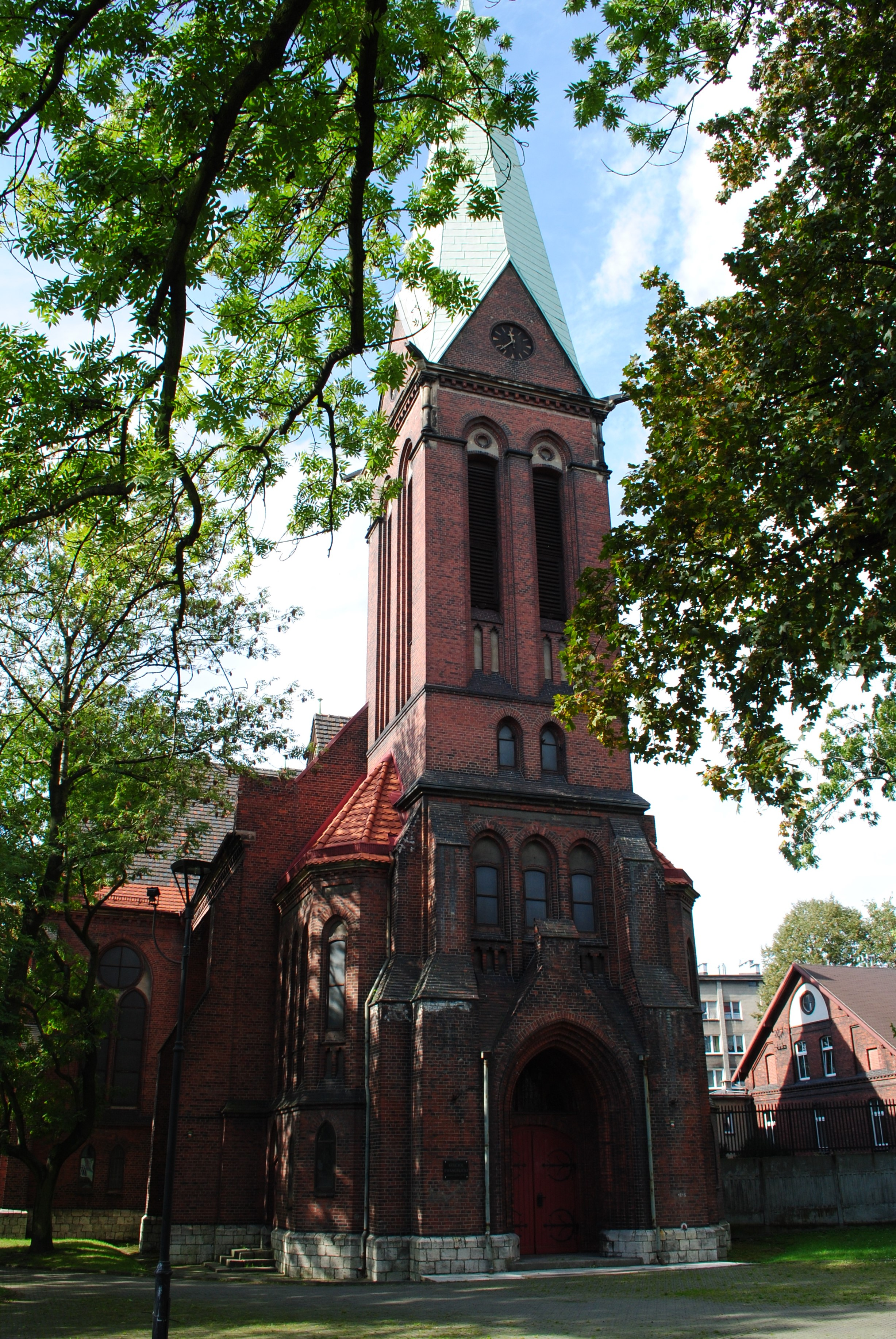
Ewangelicki kościół Marina Lutra, poświęcony w 1895 roku

Dzieje części obecnej ulicy Śląskiej sięgają czasów średniowiecznych – odcinek ulicy Śląskiej od skrzyżowania z ulicą S. Staszica w kierunku siemianowickiego pałacu była miejscem, w którym znajdowała się dawna wieś Siemianowice. Odcinek ten nosił nazwę Dorfstrasse (ulica Wiejska). Dawna ulica Bytomska (Beuthenerstrasse), znajdująca się na południowy wschód od wsi Siemianowice, od połowy XIX wieku stawała się główną arterią komunikacyjna późniejszego miasta. Przy niej powstały m.in. pierwsza murowana szkoła, szpital, poczta, a także kościół ewangelicki. Przy ulicy miejscowi przedsiębiorcy, notable czy kupcy stawiali również kamienice mieszczańskie. Duże znaczenie jako ulica handlowo-usługowa miało też to, iż była to droga łącząca dworce kolejowe w Dąbrówce Małej i Szopienicach z Bańgowem, przez które przebiegał trakt Bytom – Kraków.  
W rogu dzisiejszej ulicy Śląskiej i ulicy Z. Krasińskiego, w rejonie dzisiejszej Galerii Śląskiej, w 1843 roku powstał budynek siemianowickiej szkoły ludowej. Został on w 1863 roku rozbudowany o dwie izby lekcyjne i mieszkania dla nauczyciela. Szkoła ta jednak okazała się za ciasna, zaś nową postawiono w 1877 roku przy dzisiejszej ulicy 1 Maja, w której obecnie mieści się Katolickie Liceum Ogólnokształcące. Działkę zaś po starej szkole sprzedano Gwarectwu, na której wznosiło następne pawilony szpitala. Sam zaś szpital Spółki Brackiej funkcjonował jako system pawilonów otoczonych zielenią, powstałych w okresie lat 1868–1909. Do czasów obecnych przetrwał zabytkowy gmach oddany do użytku w 1909 roku.Przy obecnej ulicy Śląskiej wzniesiono kościół ewangelicki. Kamień węgielny pod budowę świątyni położono 20 kwietnia 1893 roku, zaś jej poświęcenie nastąpiło 20 lutego 1895 roku. W tym samym dniu zorganizowano procesję z tymczasowego zboru w nieistniejącym obecnie pałacu przy dzisiejszej ulicy Katowickiej do nowego kościoła. Obok kościoła powstała również plebania.
W dniu 1 lipca 1895 roku na dzisiejszą ulicę Śląską 26 przeniesiono biura poczty z budynku zarządu gminy Siemianowice. W głębi posesji nr 9 znajdowała się najstarsza siemianowicka drukarnia, należąca na przełomie XIX i XX wieku do F. Buschki. W niej w 1902 roku wydrukowano pierwszą monografię Siemianowic.

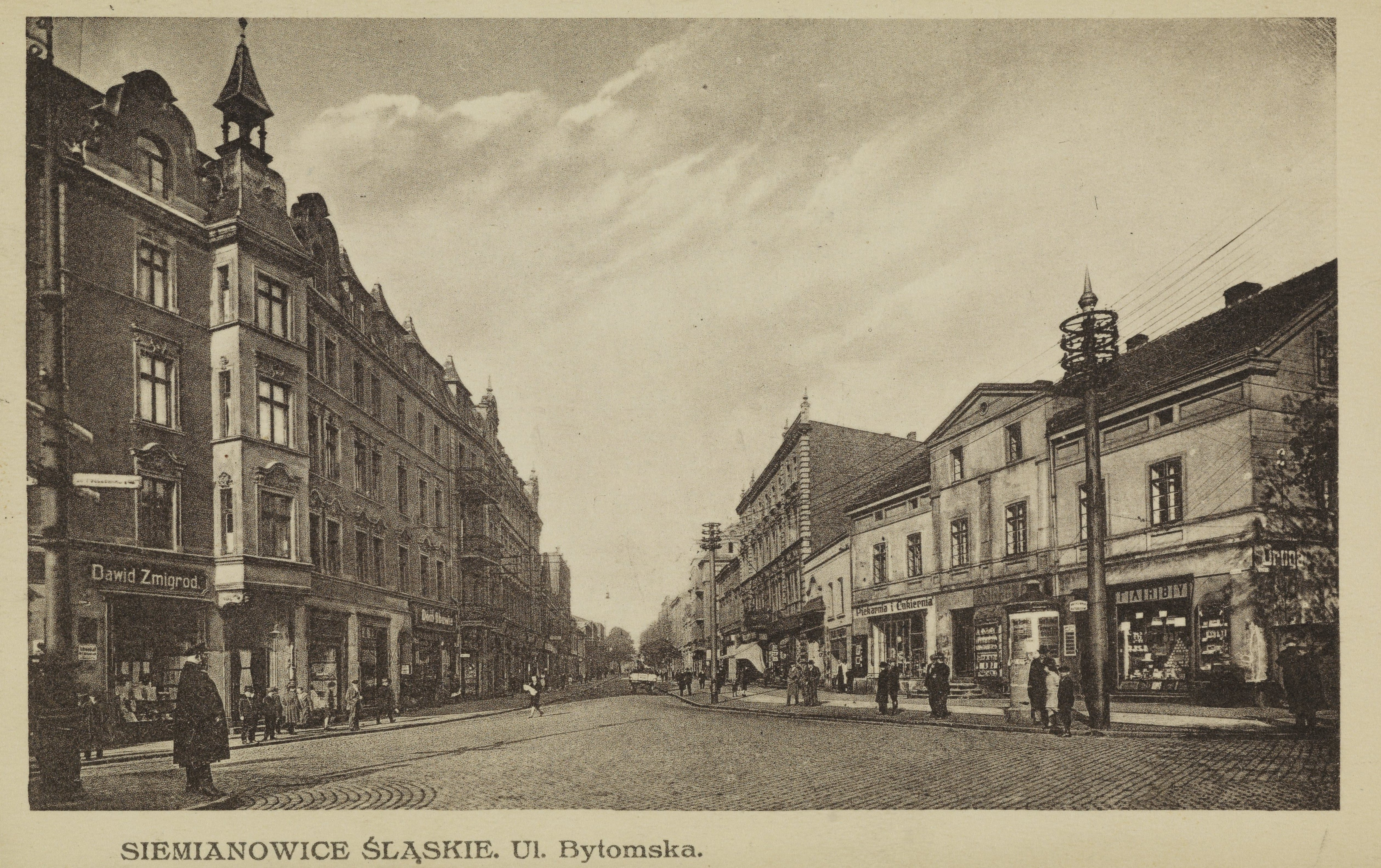
Ówczesna ulica Bytomska w 1929 roku na wysokości skrzyżowania z ulicą 1 Maja

W połowie lat 30. XX wieku przy numerze 22 powstała sala kinowa nieistniejącego obecnie kina „Tęcza”, będąca w swoim czasie drugą po kinoteatrze „Kameralnym” (późniejsze kino „Jedność”) największą salą kinową w Siemianowicach Śląskich.
Pod koniec II wojny światowej w rejonie Siemianowic Śląskich dochodziło do radzieckich nalotów bombowych. W ramach tych wydarzeń doszło do uszkodzenia kamienicy pod numerem 29 – w wyniku nalotu zniszczeniu uległo kilka kondygnacji. Kamienicę tę później przejęła huta „Jedność”, która odnowiła budynek. Pod koniec stycznia 1945 roku w wyniku radzieckich nalotów uszkodzeniu uległa też kamienica pod numerem 16, niszcząc mieszkania na I i II piętrze, klatkę schodową, dach i stropy. W tym czasie mieszkańcy schronili się w schronie przeciwlotniczym, co pozwoliło uniknąć ofiar w ludziach. 

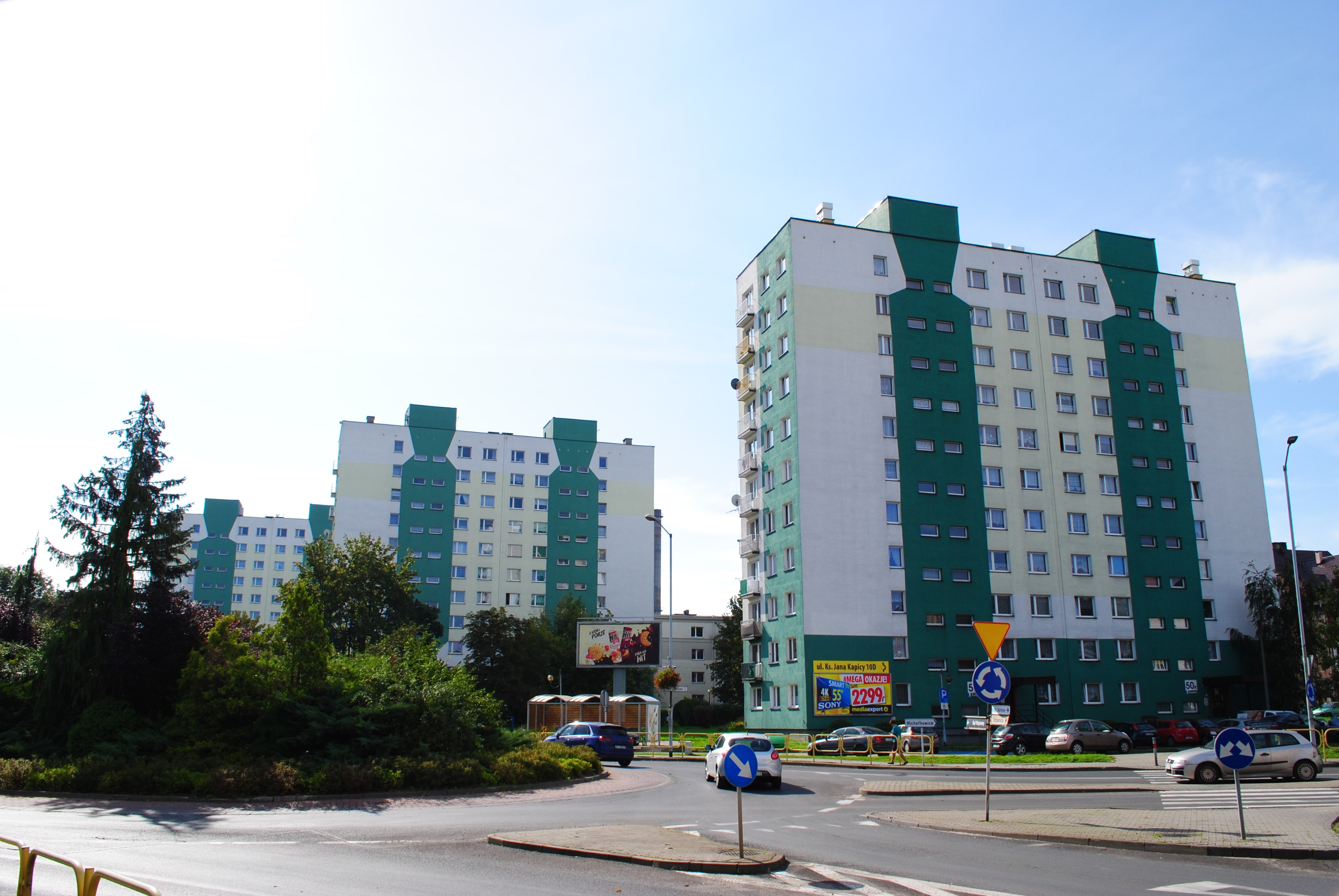
Bloki przy ulicy Śląskiej 46, 48 i 50, powstałe w latach 1977–1978

Na rogu dzisiejszych ulic: Śląskiej i 1 Maja, pod koniec lat 60. XX wieku w miejsce kamienic z końca XIX wieku powstał pierwszy w Siemianowicach Śląskich większy dom towarowy należący do PSS Społem – Dom Towarowy „Tęcza”. Budynek posiadał betonową fasadę ozdobioną mozaiką z tłuczonych talerzy. Po modernizacji stał się on siedzibą banku. W latach 70. XX wieku na skrzyżowaniu obecnych ulic: Michałkowickiej, Śląskiej i Parkowej zainstalowano sygnalizację świetlną, lecz z uwagi na zbyt mały ruch samochodowy z czasem została ona zdemontowana. W związku z budową wiaduktu nad torami kolejowym w ciągu ulicy S. Staszica, na skrzyżowaniu ulicy Śląskiej i ulicy S. Staszica wyburzono dwie kamienice. Uroczyste otwarcie nowego wiaduktu nastąpiło 4 grudnia 1971 roku. Siemianowicka Spółdzielnia Mieszkaniowa w latach 1977–1978 postawiła trzy 11-kondygnacyjne budynki mieszkalne mieszczące po 64 mieszkania. Powstały one w miejsce istniejącej wcześniej niskiej zabudowy, wśród której znajdowała się m.in. stajnia.

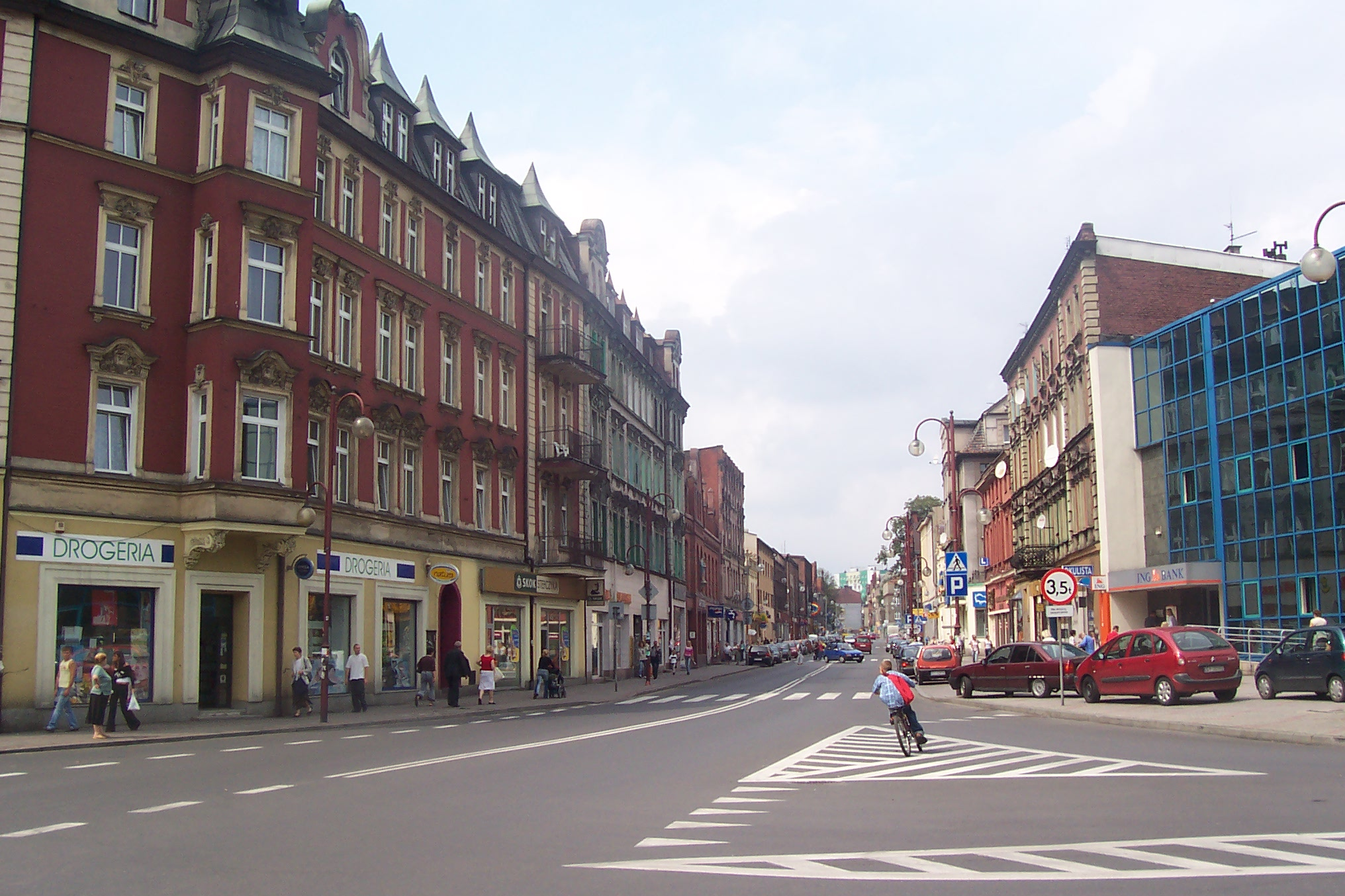
Obecna ulica Śląska w sierpniu 2006 roku (przed budową ronda)

Pod koniec lat 90. XX wieku na skrzyżowaniu ulic: Michałkowickiej, Śląskiej i Parkowej powstało rondo Michał. W 2001 roku kamienica pod numerem 6 wraz ze znajdującą się na niej figurą przedstawiającą św. Barbarę przeszły renowację. W latach 2009–2010 przebudowano skrzyżowanie ulic: 1 Maja, Śląskiej, Powstańców i Fitznerów. W ramach prac powstało rondo Maciej o średnicy 35 m. Wraz z tym przebudowano chodniki, powstało nowe oświetlenie, a także przebudowano cztery przejścia dla pieszych. Do pierwszej dekady XXI wieku w kamienicy pod numerem 22 działało ostatnie siemianowickie kino – „Tęcza”. W 2017 roku ukończono prace nad modernizacją jezdni ulicy Śląskiej na długości 1,25 km, w połączeniu z pracami w ciągu sąsiedniej ulicy Powstańców. Prace modernizacyjne obydwu ulic kosztowały blisko 670 tys. złotych. W tym samym roku oddano do użytku niebieską trasę rowerową, wykonaną w ramach pierwszego etapu wsparcia mobilności miejskiej. Trasa ta biegnie od granicy miasta z Katowicami w rejonie ulicy Telewizyjnej przez ulicę Katowicką, Park Hutnik i ulicę J. Dąbrowskiego do ulicy Śląskiej w rejonie ronda Michał. W tym miejscu, przy przystanku autobusowym powstało zintegrowane centrum przesiadkowe. Powstał tam punkt typu Bike and Ride, wyposażony m.in. w stanowiska postojowe dla rowerów, zamykane boksy rowerowe i wiaty przystankowe.
W grudniu 2018 roku na terenie po pozostałościach byłego Szpitala nr 1 rozpoczęto budowę Galerii Śląskiej. W ramach prac powstał jednokondygnacyjny obiekt o powierzchni handlowej wynoszącej 2050 m², a przy nim ogólnodostępny parking. Pierwszy sklep w nowej galerii otwarto 29 października 2019 roku. W 2018 roku wykonano częściową termomodernizację kamienicy pod numerem 18, w ramach której docieplono front i ścianę boczną budynku, wymieniono stolarkę drzwiową i okienną oraz zainstalowano nowe oświetlenie. Koszt prac wyniósł około 170 tys. złotych. Rok później przeprowadzono renowację elewacji frontowej kamienicy pod numerem 3. Prace te zostały nominowane do XXIV edycji konkursu „Modernizacja Roku & Budowa XXI wieku”.
W dniu 29 kwietnia 2019 roku w Siemianowicach Śląskich ruszył system wypożyczalni rowerów miejskich – Siemianowicki Rower Miejski. Jedną ze stacji – Centrum I, zlokalizowano w rejonie skrzyżowania ulicy Jana Pawła II i ulicy Śląskiej. 
W październiku 2020 roku zakończono prace renowacyjne kamienicy pod numerem 33. W ramach tych prac wykonano m.in. oczyszczenia elewacji wraz z uzupełnieniem ubytków, wymieniono stolarkę okienną i rynny czy też wykonano nowe podświetlenie. Koszt prac wyniósł około 160 tys. złotych.
Ulica Śląska była wielokrotnie częścią tras odbywających się m.in. przez terytorium Siemianowic Śląskich wyścigów Tour de Pologne, w tym m.in.: IV etapu 70. konkursu 31 lipca 2013 roku, IV etapu 71. konkursu 6 sierpnia 2014 roku, II etapu 73. konkursu 13 lipca 2016 roku, II etapu 74. konkursu 30 lipca 2017 roku oraz I etapu 77. konkursu 5 sierpnia 2020 roku.

## Obiekty historyczne i zabytkowe

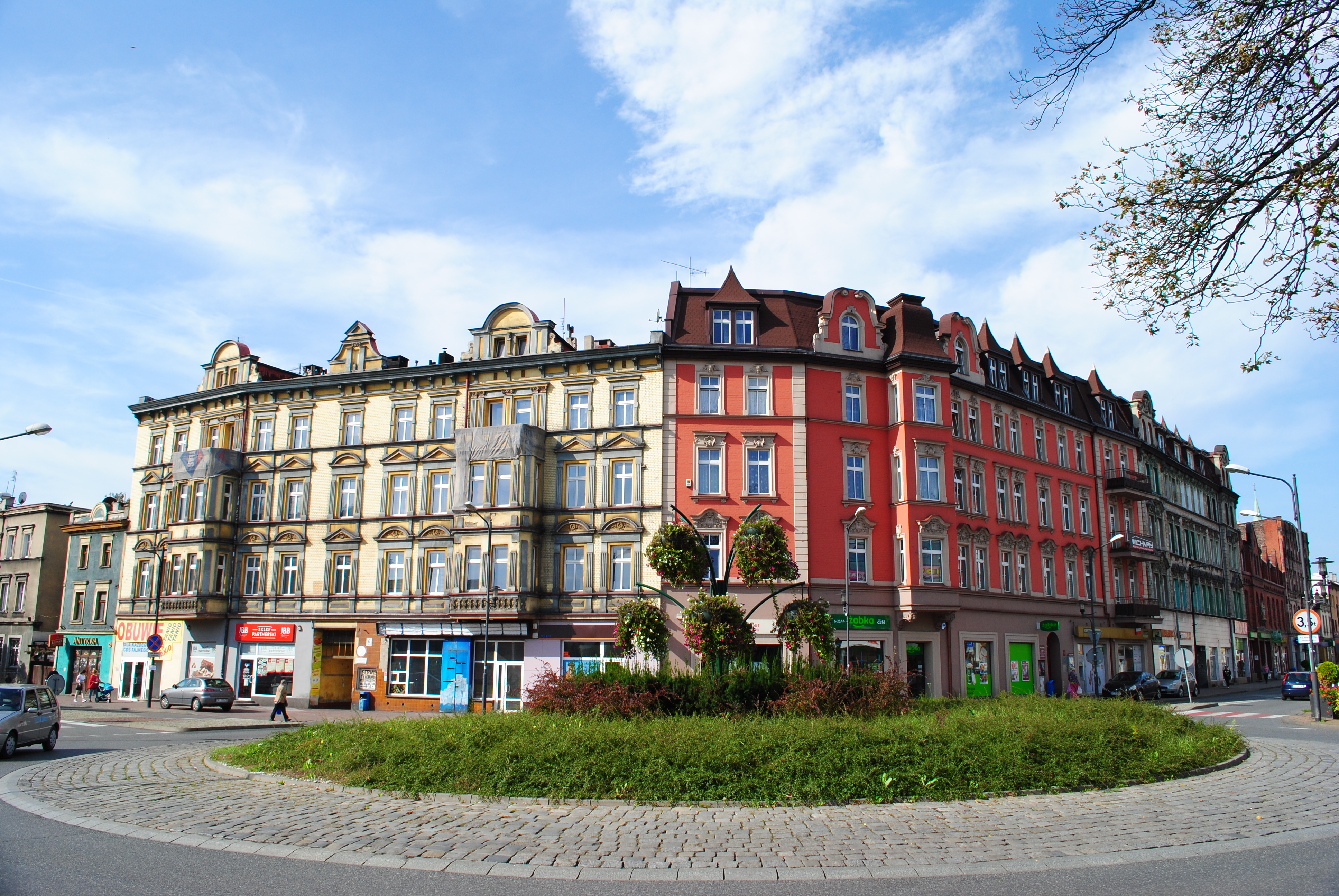
Kamienice (ul. Fitznerów 3 i 5 oraz ul. Śląska 2)

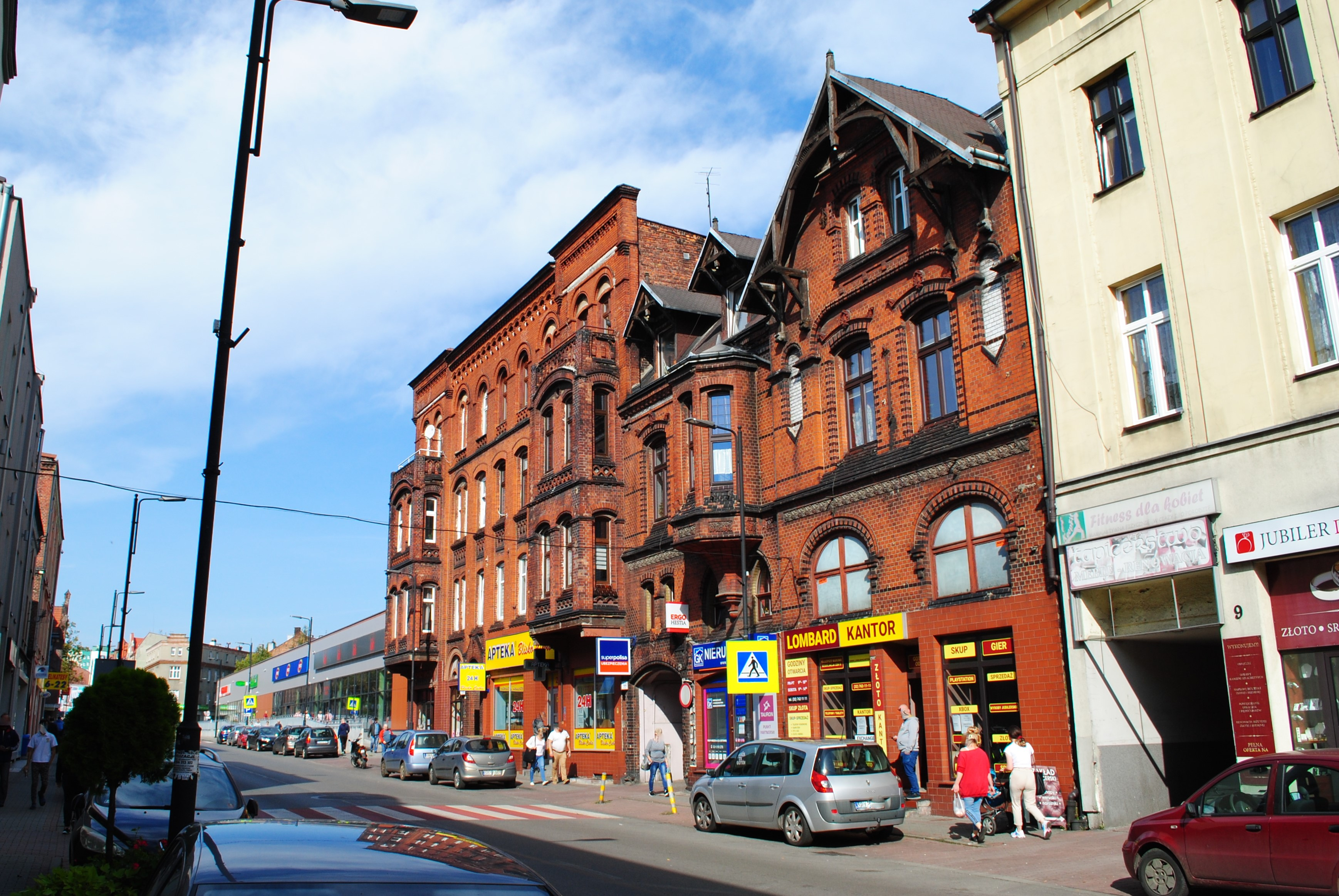
Kamienice (ul. Śląska 13 i 11)

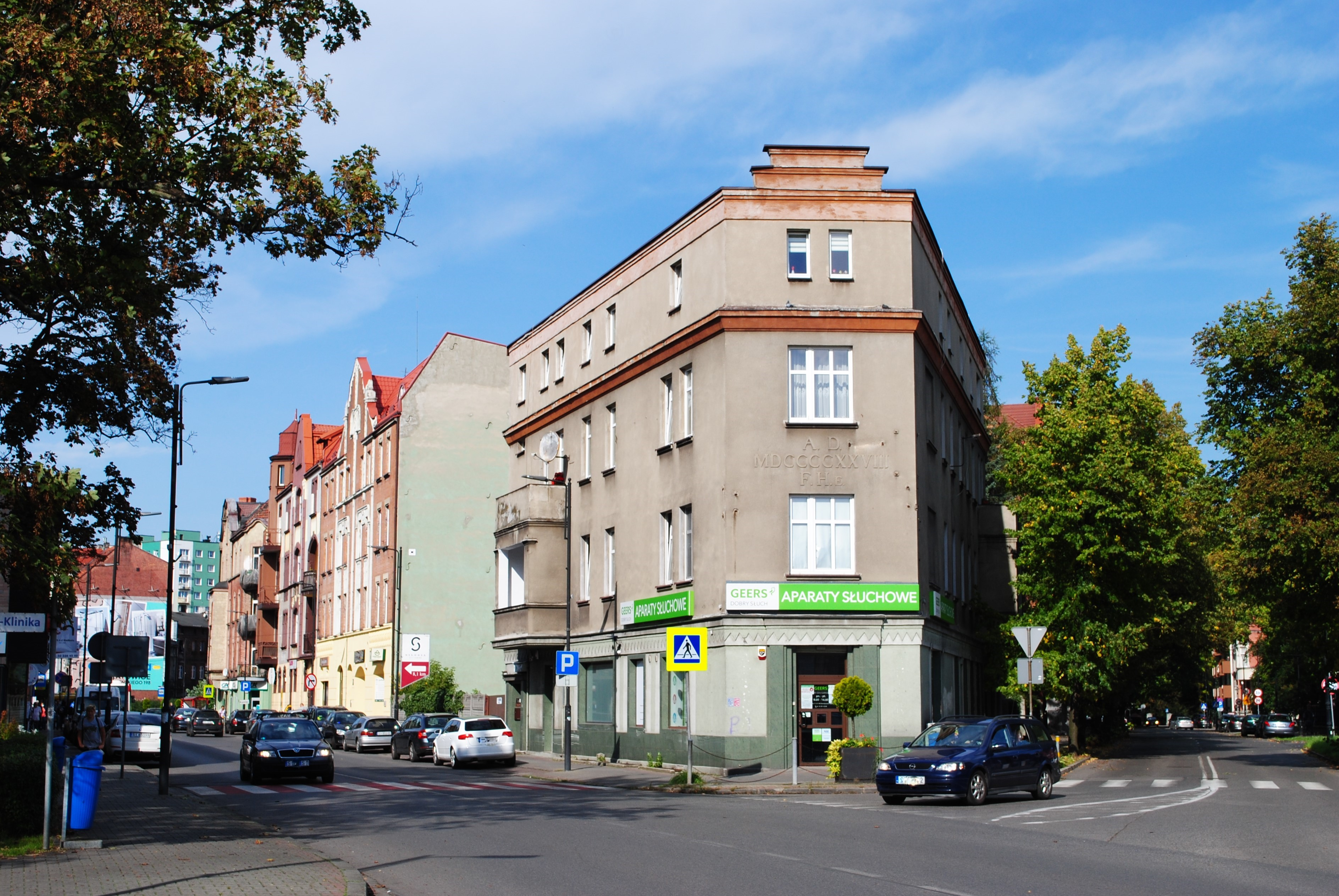
Kamienica powstała w stylu modernistycznym (ul. Śląska 17)

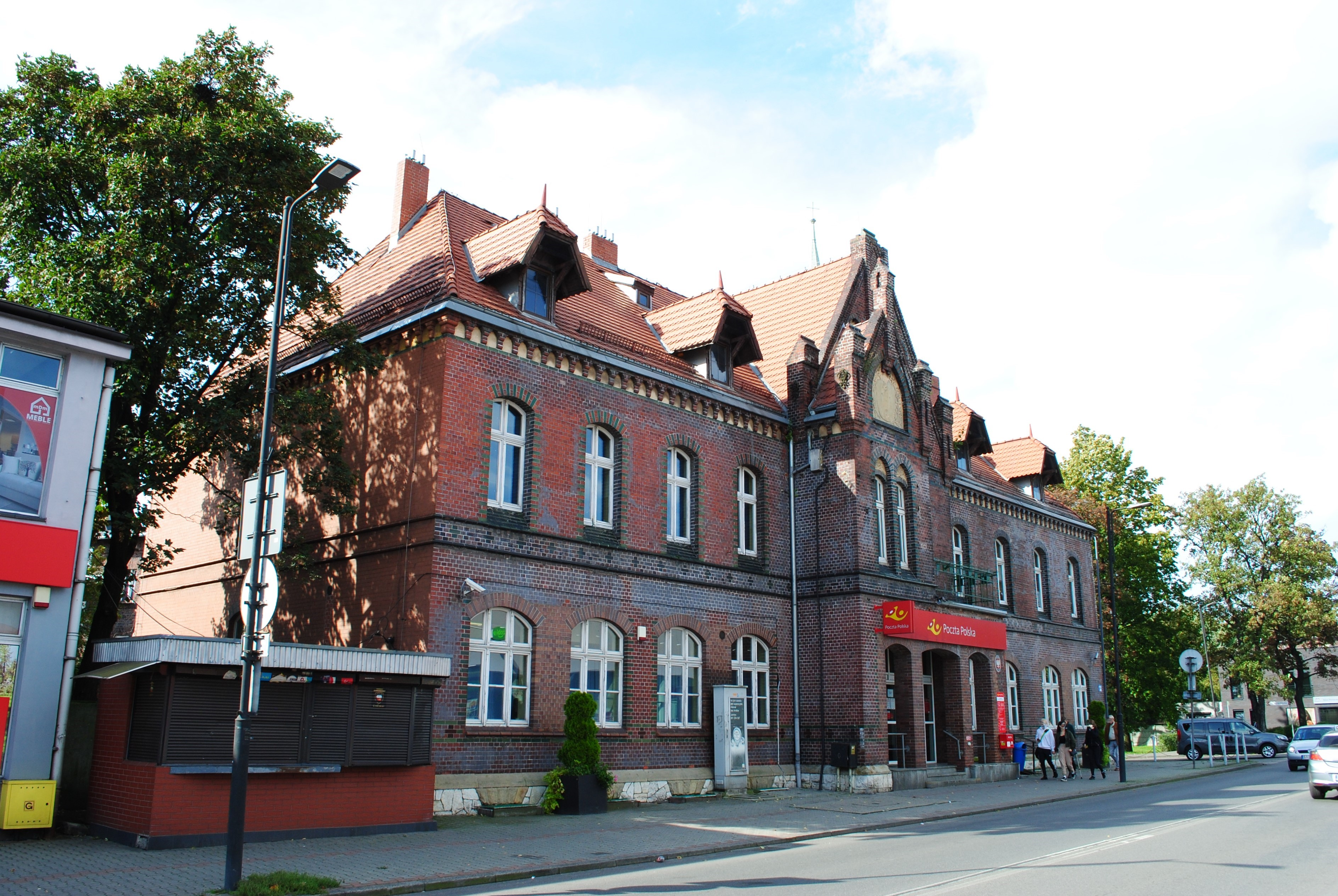
Gmach poczty (ul. Śląska 26)

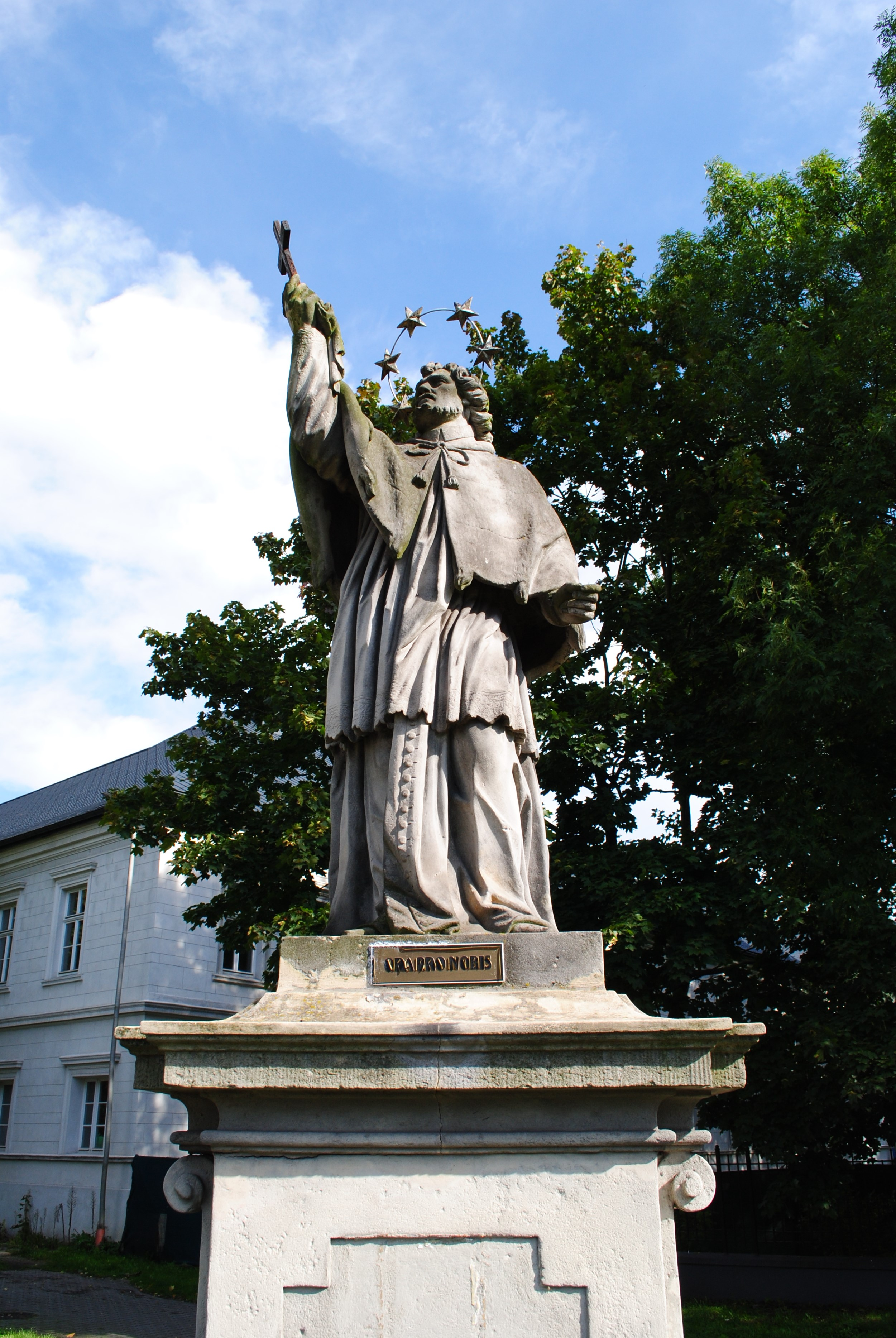
Rzeźna przedstawiająca św. Jana Nepomucena (ul. Śląska 59)

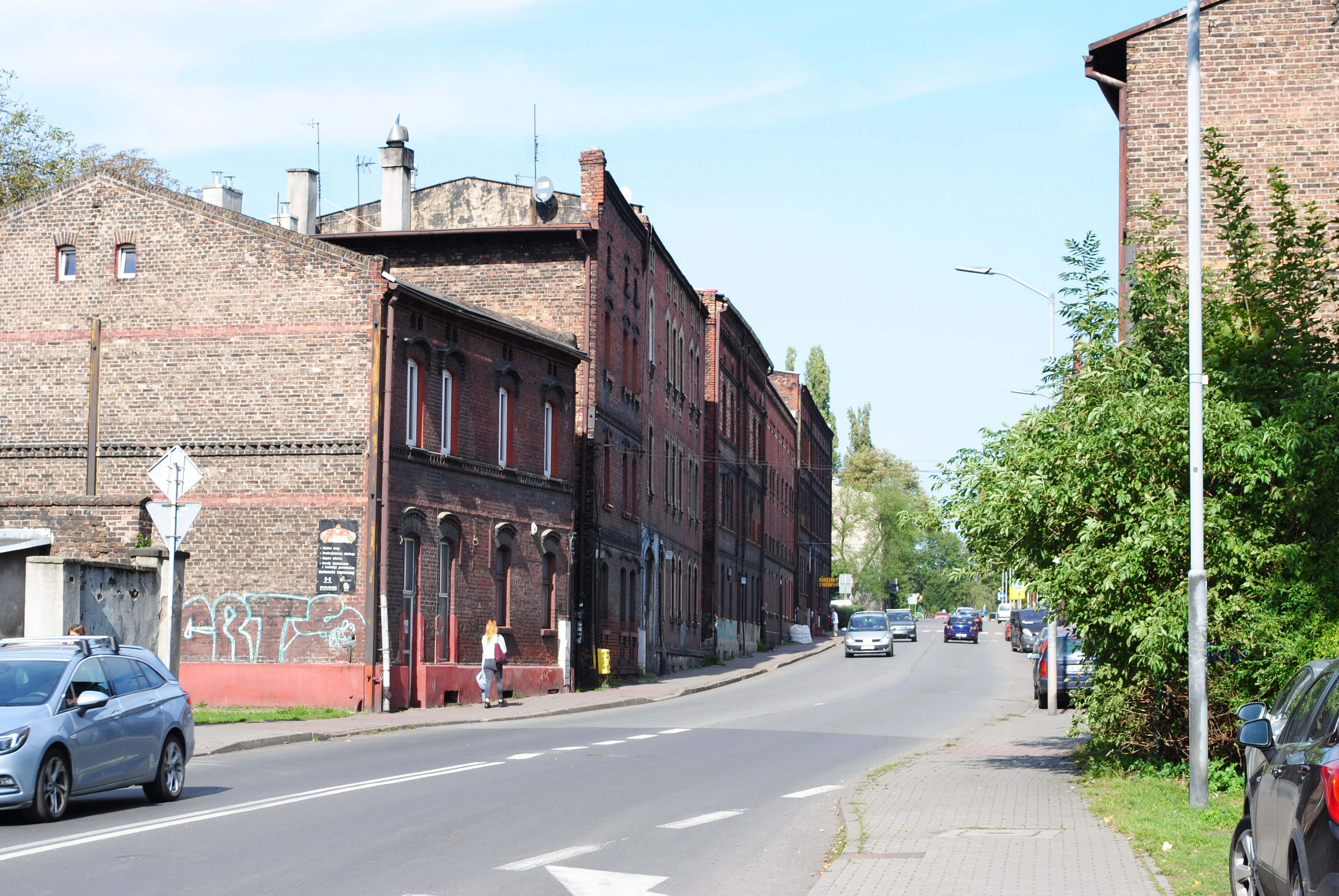
Kamienice w północnej części ulicy Śląskiej (ul. Śląska 68-78)

Ulica Śląska stanowi część siemianowickiego Śródmieścia, przy której znajduje się intensywna zabudowa, przeważnie w postaci kamienic mieszczańskich, powstałych w głównej mierze na przełomie XIX i XX wieku oraz na początku XX wieku. Spośród kamienic położonych przy ulicy Śląskiej, do najbardziej wartościowych należą te pod numerami: 3, 4, 51, 66, 70, 72, 74 i 78, wobec części których postuluje się wpis do rejestru zabytków. Do szczególnie wartościowych obiektów, przeważnie historycznych i zabytkowych, położonych przy ulicy Śląskiej należą następujące budynki:
- Kamienica (ul. Śląska 2)[52],
- Kamienica (ul. Śląska 3)[52] – na fasadzie kamienicy widniej kartusz z datą ukończenie budowy[53],
- Kamienica (ul. Śląska 4)[52],
- Kamienica (ul. Śląska 5)[52],
- Kamienica (ul. Śląska 6)[52] – kamienica pochodzi z około 1895 roku, a jej pierwszym właścicielem był Julius Hahn; w 2001 roku budynek przeszedł konserwację[32]; jest to kamienica piętrowa[54], powstała w stylu neogotyckim, z czerwonej cegły[55] z glazurowymi ceglanymi pasami[56]; charakterystycznym elementem kamienicy jest dwuosiowy ryzalit na licu kamienicy wychodzący w jednej trzeciej długości fasady, z trapezoidalnym szczytem, zwieńczony łukiem Tudorów z mała rozetą; ryzalit ten otaczają mansardy ze smuklejszymi szczytami, w których wbudowano ostrołukowe okna; w centralnej części ryzalitu, na drugiej kondygnacji[54] umieszczona jest pełnofigurowa ceramiczna glazurowana rzeźba przedstawiająca św. Barbarę[56]; pod koniec XIX wieku w budynku ulokowała się pierwsza siemianowicka apteka[54],
- Kamienica (ul. Śląska 7)[52],
- Kamienica (ul. Śląska 11)[52] – budynek z charakterystycznym dachem i wykuszem oraz bogato rozczłonkowaną fasadą; w czasach Polski Ludowej mieściło się w niej okno wystawowe siemianowickiego PGR-u, w którym prezentowano m.in. hodowane na gospodarstwie kwiaty[26],
- Kamienica (ul. Śląska 12)[52],
- Kamienica (ul. Śląska 13)[52] – kamienica w stylu eklektycznym[26]; na frontowej elewacji znajdują się dwa symetrycznie osadzone ryzality, w których wystają wykusze zwieńczone arkadami, będące jednocześnie parapetami balkonów trzeciego piętra; linię dachu budynku urozmaica biegnący pod wąskim gzymsem fryz arkadowy[57];
- Budynek dawnego szpitala Spółki Brackiej – obecnie Centrum Leczenia Oparzeń (ul. Jana Pawła II 2[58] / ul. Śląska 15[59]) – gmach powstały w 1909 roku jako jeden z budynków zespół pawilonów szpitala Spółki Brackiej[23]; wpisany do rejestru zabytków 31 maja 1995 roku pod numerem A/1564/95[58],
- Kamienica (ul. Śląska 17)[52] – kamienica projektu Otona Urbańczyka, dla aptekarza Herdego[60]; powstała w 1928 roku[53] w stylu modernistycznym[61],
- Kamienica (ul. Śląska 19)[52],
- Kamienica (ul. Śląska 21)[52],
- Kamienica' – siedziba dawnego kina „Tęcza”' (ul. Śląska 22)[62] – umieszczony w głębi działki budynek kina, skośnie do osi jezdni, mieścił powstałą w połowie lat 30. XX wieku salę kinową w holem, kabinę projekcyjną i biuro[27],
- Kamienica (ul. Śląska 23)[52],
- Kamienica (ul. Śląska 25/25a)[52],
- Budynek poczty z budynkiem gospodarczym (ul. Śląska 26)[63] – gmach wzniesiony w 1895 roku, rozbudowany w 1913 roku według proj. berlińskiego architekta Rorae’a; obiekt posiada cechy stylu neogotyckiego; pierwotnie posiadał stajnie i powozownie w podwórzu[23],
- Kościół ewangelicko-augsburski im. Marcina Lutra (ul. Śląska 28) – wpisany do rejestru zabytków (nr rej. A/315/10)[64]; świątynię wzniesiono w latach 1893–1895 według projektu Franza Poserna z Pszczyny; organy kościelne wykonało przedsiębiorstwo Schlag & Söhne, witraże – Türcke & Schlein, natomiast dzwony – Bochumer-Stahlwerk Verein; po II wojnie światowej usunięto z wnętrza kościoła freski, umieszczone na ścianach transeptu i na łuku tęczowym, a ich autorami byli Willi Fitzner i Margarethe Spindler-Hahn; w latach 1946–2000 kościołem zarządzały siostry wizytki, po czym świątynię zwrócono gminie ewangelickiej[65].
- Plebania parafii ewangelickiej (ul. Śląska 42)[66],
- Kamienica (ul. Śląska 29)[52],
- Kamienica (ul. Śląska 34)[52],
- Kamienica (ul. Śląska 39)[52],
- Kamienica (ul. Śląska 40)[52],
- Kamienica (ul. Śląska 42)[52],
- Kamienica (ul. Śląska 49)[52],
- Kamienica (ul. Śląska 51)[52],
- Rzeźba św. Jana Nepomucena (ul. Śląska obok nr. 59)[67] – figura znajdująca się przy ogrodzeniu siemianowickiego pałacu Donnersmarcków; powstała w 1802 roku dzięki fundacji Lazarusa Henckla von Donnersmarcka; jest to rzeźba z piaskowca na wysokim prostokątnym postumencie; w 1998 i 2008 roku została poddana konserwacji[68],
- Kamienica (ul. Śląska 66)[52],
- Kamienica (ul. Śląska 67)[52],
- Kamienica (ul. Śląska 68)[52],
- Kamienica (ul. Śląska 70)[52],
- Kamienica (ul. Śląska 71)[52],
- Kamienica (ul. Śląska 72)[52],
- Kamienica (ul. Śląska 74)[52],
- Kamienica (ul. Śląska 75)[52],
- Kamienica (ul. Śląska 76)[52],
- Kamienica (ul. Śląska 77)[52],
- Kamienica (ul. Śląska 78)[52],
- Kamienica (ul. Śląska 79)[52].

## Gospodarka i instytucje
Ulica Śląska wraz z ulicą Powstańców stanowią główne ulice handlowo-usługowe Siemianowic Śląskich. W 2014 roku było zarejestrowanych 256 firm mających swoją siedzibę przy ulicy Śląskiej, w tym 241 mikro i małych oraz 15 średnich i dużych. Do systemu REGON w połowie listopada 2021 roku zostało wpisanych łącznie 404 podmioty zarejestrowanych przy ulicy Śląskiej, a spośród dalej funkcjonujących w tym czasie, swoją siedzibę mają tutaj takie placówki jak m.in.: spółdzielnie „Społem”, zakład optyczny, biura nieruchomości, sklepy wielobranżowe, gabinety lekarskie i zakłady opieki zdrowotnej, apteki, zakład mięsny, piekarnie, kwiaciarnie, banki, zakład kamieniarski, szklarz, gospodarstwa rolne, biuro rachunkowe, placówki gastronomiczne, kancelaria adwokacka i inne. 
Swoją siedzibę mają tu też następujące instytucje publiczne:
- Urząd Skarbowy w Siemianowicach Śląskich (ul. Śląska 84)[73],
- Wodociągi Siemianowickie Aqua-Sprint (ul. Śląska 100)[74].